# Hrazdan
Hrazdán (armenio: Հրազդան, anteriormente conocida como Ajta) es una comunidad urbana de Armenia. La ciudad es la capital de la provincia de Kotayk.

## Historia
El nombre Hrazdán se deriva del persa Frazdán. El monasterio de Makravank está localizado en Hrazdán, así como la iglesia de San Astvatsatsin del siglo XIII y una capilla del siglo XI.
Durante los años de la Unión Soviética fue una de las ciudades más industrializadas de la República Socialista Soviética de Armenia, llegando a superar los cincuenta mil habitantes. 
En 1953 se terminó aquí la construcción de un embalse y en 1959 empezó a funcionar una central hidroeléctrica.
El 30 de junio de 1959 el asentamiento de tipo urbano Ajta se convirtió en ciudad Hrazdán.
En 1966-1969 se construyó aquí una gran central eléctrica, que permitió el desarrollo de la industria.
En 1974 la población de la ciudad era de 33.000 habitantes y había una central hidroeléctrica, una central térmica, una planta química, una fábrica de construcción de viviendas, parte de una fábrica de ropa, una fábrica de productos lácteos y una cervecería. También había aquí una escuela industrial.
En 1985 la población de la ciudad era de 52.000 habitantes.
A principios de 1986 finalizó la construcción del ferrocarril hasta esta ciudad y el 11 de enero de 1986 pasó por ella el primer tren. Después de esto, comenzó el tráfico regular de trenes aquí.
Después del estallido del conflicto de Karabaj en 1988-1989, la población armenia comenzó a migrar de Karabaj a República Socialista Soviética de Armenia y la población de la ciudad aumentó.
En enero de 1989, la población de la ciudad era de 60,8 mil personas, había una planta química, una planta de construcción de maquinaria, producción de materiales de construcción e industria alimentaria (incluida la vinificación).
Con una población de 41 875 habitantes en 2011, es la séptima ciudad más grande del país.

## Transporte
Hay una estación de tren aquí